# روري موريسون
روري موريسون (بالإنجليزية: Rory Morrison)‏ هو مقدم برامج إذاعية بريطاني، ولد في 5 أغسطس 1964 في لندن في المملكة المتحدة، وتوفي في 11 يونيو 2013 في سانت ألبانز في المملكة المتحدة بسبب لمفوما.

## وصلات خارجية
- روري موريسون على موقع IMDb (الإنجليزية)